# Alizarin

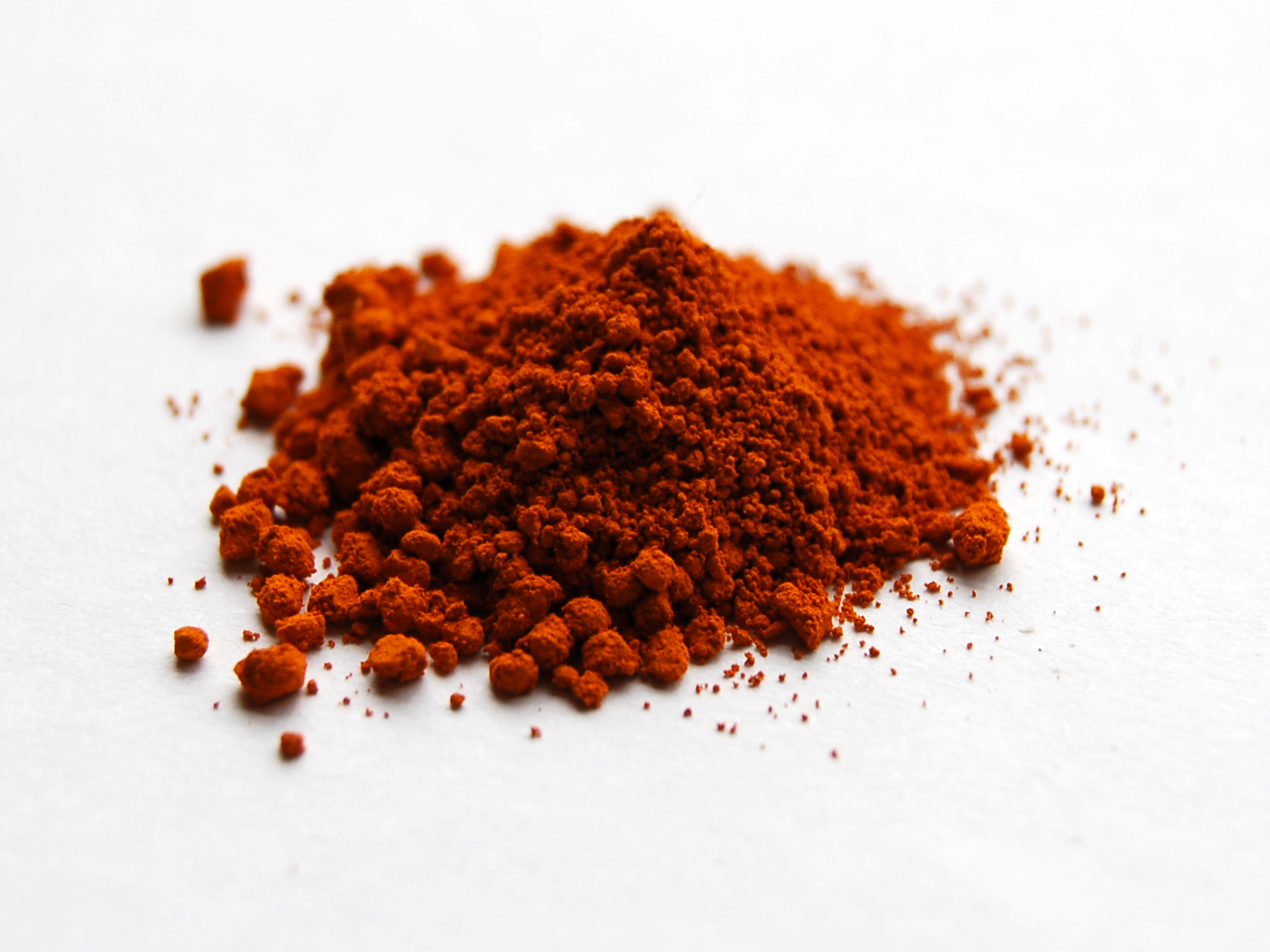
Alizarin i pulverform.

Alizarin, 1,2-dihydroxiantrakinon, är ett rött färgämne som ursprungligen utvanns ur roten på krapp (Rubia tinctorum). Detta färgämne, krapprött, är huvudingrediens i färglacken krapplack. Idag framställs alizarin i huvudsak syntetiskt. 

## Krapprött

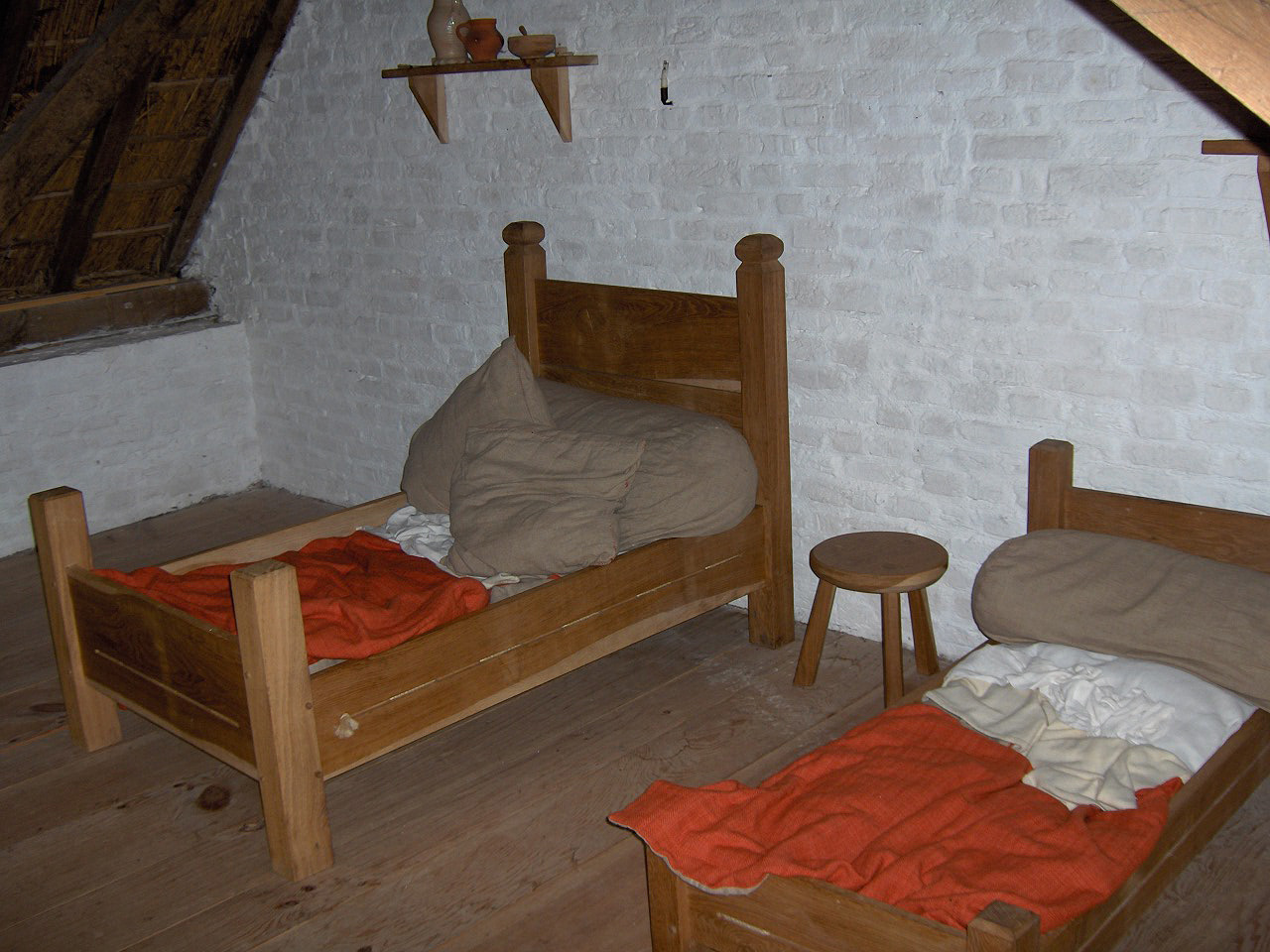
Överkast färgade med krapp.

Alizarin är huvudingrediens i krapprött, som utvinns ur krappens rot. Förutom av alizarin består krapprött av purpurin (1,2,4-trihydroxiantrakinon) och ytterligare ämnen såsom pseudopurpurin, rubaidin och munjistin.
Det är ett av de äldsta färgämnen man känner till; spår av krapprött har hittats i Tutankhamons grav från 1300-talet f.Kr. Det har tidigare kallats Adrianopelrött eller Turkiskt rött, efter ursprungsområdet och har, tack vare sin hållbarhet och sin starka färg, varit mycket vanligt vid färgning av textilier. Då det är ett betfärgämne behöver det tillsats av betmedel för att fästa på materialet.

## Krapplack
Genom bearbetning av krapprött till en färglack (ej att förväxla med lackfärg) får man ett pigment, krapplack, som kan användas i målarfärger. Detta har man kunnat hitta på målningar från 1400- och 1500-talet. Pigmentet har en måttlig ljusäkthet (ASTM III) i blandningar med vitt. Det har använts mycket inom konstmåleriet men har inte varit vanligt i byggnadsmåleriet.
Krapplack framställt av naturligt färgämne har i Colour Index beteckningarna Natural Red 8 (NR8) och NR9. Detta består egentligen av flera ämnen, där de två huvudingredienserna är framförallt alizarin (NR10, NR11 och NR12) och till mindre del purpurin (NR16).

## Syntetiskt alizarin
Alizarin, 1,2-dihydroxiantrakinon, började framställas syntetiskt 1869, av Carl Liebermann och Carl Graebe efter att de upptäckt dess sammansättning. Upphettas alizarin med zinkpulver, bildas ett kolväte, antracen, C14H10, som förekommer i stenkolstjära. Det var den iakttagelsen som föranledde Græbe och Liebermann att försöka framställa alizarin ur stenkolstjärans antracen, vilket också lyckades.
År 1871 hade priset på det konstgjorda alizarinet sjunkit långt under den naturliga produktens och började undantränga krapproten på allvar. Följden blev att odlingen av krapp, som varit en viktig kulturväxt, nästan upphörde.
Alizarinet fick å andra sidan en starkt ökad användning, bland annat i bomullsväverier. Man fick en av de mest beständiga färgningarna som fanns.
Färgämnet alizarin har Colour Index-beteckning Mordant Red 11, vilket anger att det är ett betfärgämne. Som pigment har det syntetiska alizarinet beteckningen Pigment Red 83. Dess kemiska summaformel är C14H8O4 och det  tillhör kategorin antrakinonfärgämnen. Kemiskt ren alizarin bildar glasglänsande, röda prismor eller nålar, med en smältpunkt vid 289°C. Ämnet löses lätt i alkohol eller eter, men är mycket svårlösligt i vatten. Med tillsats av någon alkali i vattnet löses alizarin lätt och bildar då en blåviolett lösning.
Alizarin (PR83) har inte den bästa ljusäktheten. Använt i akryl- och oljefärger har det visat måttlig ljusäkthet (ASTM III) och i akvarellfärg dålig till mycket dålig ljusäkthet (ASTM IV-V). Å andra sidan har det visat mycket god till utmärkt ljusäkthet (BWS 6-8) i masston, det vill säga förutsatt att färgen inte blandas ut med vitt eller sprids ut i en tunn lavering. Under vissa förhållanden kan det alltså klara höga krav, men det ersätts idag ofta av andra, mer ljusäkta, röda färgpigment, såsom kinakridon. Krapplack används fortfarande som varunamn, men de pigment som säljs under detta namn består normalt inte av äkta krapp utan av exempelvis kinakridon.

## Som färgnamn
Bland HTML-färgerna för bildskärmar finns en som benämns alizarin chrimson, koordinaterna för den visas i boxen till höger. Där finns också några färger som kallas madder, vilket är den engelska översättningen av krapplack.